# 테이데봉

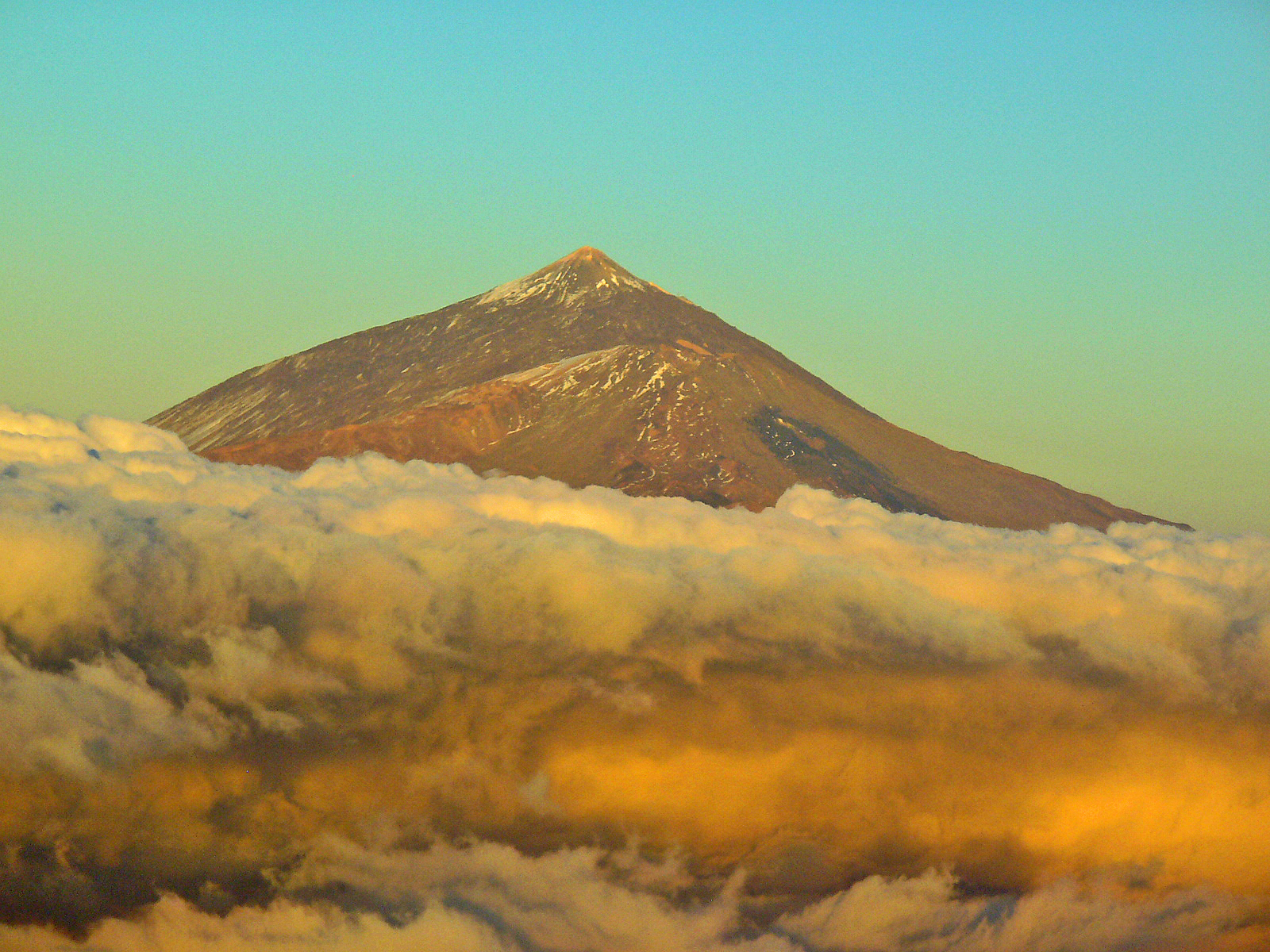
테이데봉

테이데봉 3차원 그래픽

테이데봉(스페인어: Teide)은 대서양에 위치한 스페인 카나리아 제도의 테네리페섬 중앙에 솟아 있는 산으로, 스페인 뿐만 아니라 대서양의 섬 중에서도 가장 높은 봉우리이다.
테이데봉 자체는 너비 16km의 칼데라 안에 솟아오른 여러 화산들의 응집체로 테이데봉은 산정의 분화구로부터 3,718m의 높이로 솟은 분화구 봉우리이다. 테이데봉에는 지름이 약 80m인 분화구가 있으며, 경사면과 분화구 내에 있는 분기공들에서는 뜨거운 가스가 분출된다. 연간 440만명의 관광객이 방문하는 유명한 곳이다.